# Desperate Living
Desperate Living – piąty album studyjny amerykańskiego zespołu Horse the Band, wydany 6 października 2009 roku przez Vargant Records. Wydanie Deluxe na iTunes zawiera remiksy ulubionych artystów członków zespołu.

## Lista utworów
1. "Cloudwalker" - 4:50
2. "Desperate Living" - 4:07
3. "The Failure of All Things" - 4:51
4. "Horse the Song" (feat. K-SLAX) - 4:24
5. "Science Police" - 3:50
6. "Shapeshift" (feat. Jamie Stewart) - 5:11
7. "Between the Trees" - 3:55
8. "Golden Mummy Golden Bird" - 4:46
9. "Lord Gold Wand of Unyielding" (feat. Lord Gold and His Purple Majesty) - 2:32
10. "Big Business" (feat. Ed Edge) - 4:56
11. "Rape Escape" (feat. Valentina Lisitsa) - 7:12
12. "Arrive" - 4:10

Edycja Deluxe
1. "Rape Escape" (Dmndays Remix) (feat. Valentina Lisitsa) - 3:23
2. "Lord Gold Wand of Unyielding" (Dan Sena Remix) (feat. Lord Gold and His Purple Majesty) - 4:46
3. "The Failure of All Things" (Airborne Drumz Remix) - 4:22
4. "Arrive" (Burgermover Remix) - 4:04
5. "Horse the Song" (cover nagrany przez Arottenbit) - 4:03
6. "Arrive" (Love Silent Things Remix) - 3:26
7. "The Failure of All Things" (DJ Danny Maverick Remix) - 3:43
8. "Science Police" (Lazrtag Remix) - 4:12
9. "Golden Mummy Golden Bird" (Skrillex Remix) - 6:00
10. "Caps" (feat. K-SLAX) - 1:06